# Somatochlora calverti
Somatochlora calverti – gatunek ważki z rodziny szklarkowatych (Corduliidae). Występuje na terenie Ameryki Północnej.